# عبدول حميد
عبدول حميد (بالإنجليزية: Abdul Hameed)‏‏ (25 أغسطس 1928 في أمريتسار - 29 أبريل 2011 في لاهور) روائي من باكستان.